# 8-Game
8-Game ist eine Spielart des Pokerspiels, bei der acht verschiedene Varianten im Wechsel gespielt werden. Das Besondere am 8-Game ist, dass es sowohl Fixed-Limit-Varianten als auch eine No-Limit- und eine Pot-Limit-Variante beinhaltet. Die Varianten unterscheiden sich vom strategischen Charakter her erheblich voneinander, weshalb das 8-Game als sehr anspruchsvoll angesehen und meist nur von erfahrenen Spielern gespielt wird. Üblicherweise wird in folgender Reihenfolge gespielt:
1. Fixed Limit 2-7 Triple Draw Lowball
2. Fixed Limit Texas Hold’em
3. Fixed Limit Omaha High/Low
4. Fixed Limit Razz
5. Fixed Limit Seven Card Stud
6. Fixed Limit Seven Card Stud High/Low
7. No Limit Texas Hold’em
8. Pot Limit Omaha

Die Reihenfolge ist nicht zwingend vorgeschrieben, sie kann auch abweichen. 
8-Game wird fast ausschließlich auf Onlineplattformen und bei der World Series of Poker (WSOP) am Las Vegas Strip angeboten. Bei der WSOP 2010 fand erstmals die Poker Player’s Championship statt, ein 8-Game-Turnier mit 50.000 US-Dollar Buy-in. Das Turnier löste das 50.000 US-Dollar teure H.O.R.S.E.-Event ab, welches von 2006 bis 2009 bei der WSOP ausgetragen wurde. Die Poker Player’s Championship gilt neben dem Main Event als das wichtigste und prestigeträchtigste Turnier der WSOP.
Einige Onlineplattformen bieten zusätzlich zum 8-Game auch 7-Game (ohne 2-7 Triple Draw Lowball), 9-Game (zusätzlich No Limit 2-7 Single Draw Lowball) und 10-Game (zusätzlich Fixed Limit Badugi) als Cash Game und Turnier an. 2015 wurde die Poker Player’s Championship als 10-Game gespielt.